# Tratado de Yandabo
O Tratado de Yandabo foi o tratado de paz que pôs fim à Primeira Guerra Anglo-Birmanesa. Ele foi assinado em 24 de fevereiro de 1826, quase dois anos após a guerra eclodir formalmente em 5 de março de 1824, pelo General Sir Archibald Campbell do lado britânico, e pelo governador de Legaing Maha Min Hla Kyaw Htin do lado birmanês. Com o exército britânico no vilarejo de Yandabo, a apenas 80 km (50 milhas) da capital Ava, os birmaneses foram forçados a aceitar os termos ingleses sem discussão.
O tratado pôs fim à guerra mais longa e mais cara na história da Índia britânica. Quinze mil soldados europeus e indianos morreram, juntamente com um número (mas quase certamente superior) desconhecido de birmaneses. A campanha custou cinco milhões de libras esterlinas (cerca de 18,5 milhões de dólares em 2006) para 13 milhões de libras esterlinas, esta despesa levou a uma grave crise econômica na Índia britânica em 1833. Mas para o birmanês, era o começo do fim de sua independência.
O Terceiro Império birmanês, brevemente o terror da Índia britânica, foi efetivamente desfeito, derrotado e não era mais uma ameaça para a fronteira leste da Índia britânica.  O birmanês seriam obrigados nos próximos anos a pagar a enorme indenização de um milhão libras (então 5 milhões de dólares), uma quantia grande, mesmo na Europa da época.

## Negociações

### Negociações iniciais
Os britânicos já estavam em uma posição de comando, quando as iniciais negociações de paz  foram iniciadas em setembro de 1825 em Ngagyaungbinzeik, 20 quilômetros ao norte de Pyay (Prome). Depois de sua vitória na Batalha de Danubyu em abril de 1825, que matou o comandante-em-chefe birmanês Gen. Maha Bandula, os britânicos consolidaram seus ganhos na Baixa Birmânia, no litoral de Rakhine e Taninthayi, bem como em Assam e Manipur. O britânico exigiu que os birmaneses assinassem o tratado de paz e que Yangon, e Taninthayi continuariam a ser ocupadas pelos britânicos até a indenização ser paga.
O Tribunal de Ava não esperava estas exigências, e não estavam dispostos a aceitar o desmembramento do seu império ocidental e o alto valor exigido em pagamento. Mas com o exército dizimado, o enviado da Birmânia, o senhor da Kawlin, respondeu que seu governo:
1.Iria desistir de qualquer reivindicação de Assam e Manipur
2.Opôs-se à escolha Britânica para o futuro raja de Manipuri
3.Cederia a costa Taninthayi mas não Rakhine.
Os ingleses não se impressionaram:. "A questão não é quanto você irá ceder para nós, mas o quanto vamos devolver para você.

### Distribuição das negociações
As negociações fracassaram, e os birmaneses decidiram lutar. Em novembro de 1825, as forças birmanesas sob Maha Ne Myo composta por vários regimentos Shan liderados por seu próprio  saopha Shan fizeram um esforço ousado para recapturar Pyay, e quase conseguiram. Mas no início de Dezembro, o poder superior de fogo dos britânicos venceu e derrotou o último esforço dos birmaneses.
No início de 1826, os britânicos continuavam fazendo avanços contínuos no sentido de Ava. Eles capturaram a antiga cidade de Pagan (hoje Bagan) em 8 de fevereiro, e em 16 de fevereiro, a vila de Yandabo, menos de 50 milhas ou quatro dias de marcha de Ava.

### Assinatura
Deixado com pouca escolha, o birmanês procurou por paz. O rei birmanês Bagyidaw enviou uma delegação, composta por um americano, um inglês e dois ministros birmaneses, para atender o comandante das forças britânicas, o General Sir Archibald Campbell. As negociações finais não foram realmente negociações pois os birmaneses tiveram de concordar com todas as exigências britânicas.
De acordo com o tratado, os birmaneses concordaram em:
(1) ceder aos britânicos Assam, Manipur, Rakhine (Arakan), e Taninthayi (Tenasserim) na costa sul do rio Salween,
(2) cessar toda a interferência em Cachar e Jaintia,
(3) pagar uma indenização de um milhão de libras esterlinas em quatro parcelas,
(4) permitir a troca de representantes diplomáticos entre Ava e Calcutá, e
(5) assinar um tratado comercial entre os dois países.
A primeira parcela da inde(m)nização deveria ser paga imediatamente, a segunda parcela dentro dos primeiros 100 dias a contar da assinatura do tratado, e o resto dentro de dois anos. Até a segunda parcela ser paga, o britânico não deixaria Yangon.
O Tratado de Yandabo foi assinado pelo general Campbell do lado britânico e Governador do Legaing Maha Min Hla Kyaw Htin do lado birmanês em 24 de Fevereiro de 1826. O birmanês pagou 250 mil libras esterlinas em barras de ouro e prata como a primeira parcela da indenização, e também liberou os prisioneiros de guerra britânicos.

## Eventos subsequentes
O tratado impôs uma pesada carga financeira para o reino da Birmânia e, efetivamente, o deixou falido. Os termos ingleses nas negociações foram fortemente influenciados pelo alto custo em vidas e dinheiro que a guerra acarretou. Cerca de 40 000 tropas britânicas e indianas tinha sido envolvido dos quais 15 000 haviam sido mortos. O custo para as finanças da Índia britânica tinha sido quase ruinosa, no valor aproximado de 13 milhões de libras.
O custo da guerra contribuiu para uma grave crise econômica na Índia, e custaram a Companhia Britânica das Índias Orientais  seus privilégios restantes, incluindo o monopólio do comércio com a China.
Para os birmaneses, o tratado foi uma humilhação total e uma carga de longa duração financeira. Uma geração inteira de homens tinha sido dizimada na batalha. O mundo que o birmanês conhecia, de conquista e orgulho marcial, construído pelo impressionante sucesso militar dos últimos 75 anos, tinha desabado.  O Tribunal de Ava não poderia chegar a termos com a perda dos territórios, e fez tentativas frustradas de obtê-los de volta. Um residente britânico em Ava era um lembrete diário de humilhação da derrota.
Mais importante ainda, o encargo da inde(m)nização deixaria o Tesouro Real falido por anos. A indenização de um milhão de libras esterlinas teria sido considerado uma soma colossal, mesmo na Europa da época, e tornou-se assustador quando traduzido para o birmanês equivalente kyat de 10 milhões. O custo de vida média na Alta Birmânia, em 1826 era um kyat por mês.
O tratado atingiu seu objetivo, deixou a Birmânia enfraquecida. Os britânicos fariam mais duas guerras contra os birmaneses, em 1852 e 1885, até conquistar todo o país em 1885.